# سالاد دسر
سالادهای دسر، غذاهایی هستند که با ژله (ژله‌ها)، خامه زده‌شده، میوه‌ها، سبزیجات، سس مایونز و سایر مواد مختلف تهیه می‌شوند. این سالادها در برخی بوفه‌ها و کافه تریاها، و همچنین در مهمانی‌های کوچک و مهمانی‌ها سرو می‌شوند. آن‌ها می‌توانند از قبل تهیه شوند و قابل حمل هستند. این سالادها شامل مواد شیرین‌اند، اما همیشه به عنوان دسر سرو نمی‌گردند و گاهی به‌طور کلی در گروه سالادها در نظر گرفته می‌شوند و همراه با وعده اصلی به جای دسر سرو می‌شوند. مواد تشکیل دهنده میوه و سبزیجات معمولاً کنسرو شده هستند، اما می‌توان از مواد تازه نیز استفاده کرد.

## فهرست سالادهای دسر
- آمبروزیا
- سالاد کوکی
- سالاد میوه
- برنج باشکوه
- سالاد ژله
- سالاد کف دریا
- سالاد اسنیکرز
- لذت توت فرنگی
- سالاد واترگیت